# Château de Moiré (Coudray)
Le Château de Moiré est un château français situé à Coudray, dans le département de la Mayenne et la région des Pays de la Loire. Il est situé à 2 kilomètres Nord du bourg.

## Désignation
- Le domaine, fief et appartenances de Moiré, 1414 (Aveu de Château-Gontier).
- Moëré, 1559.
- La terre de Moiré, 1576 (Archives départementales de la Mayenne, E. 69, p. 2.623).
- Moueré, 1584 (Titres de Saint-Just).
- Le Moiray, château (Carte de Cassini).

## Histoire
Il s'agissait d'un fief mouvant de Château-Gontier et obligeant à deux mois de garde, qu'il ne faut pas confondre avec le fief du même nom en Sœurdres. L'Abbé Angot indique qu'avant qu'ils soient entièrement réunis dans les mains de la famille Trochon, il y eut certainement division du domaine et du fief.
C'est désormais un château du XIXe siècle, avec une galerie donnant au nord sur horizon étendu ; balustrade sur l'entablement ; pavillon central et tour hexagonale au couchant. 

## Sources et bibliographie
- « Château de Moiré (Coudray) », dans Alphonse-Victor Angot et Ferdinand Gaugain, Dictionnaire historique, topographique et biographique de la Mayenne, Laval, A. Goupil, 1900-1910 [détail des éditions] (BNF 34106789, présentation en ligne)